# Acacia detinens
Acacia detinens é uma espécie de leguminosa do gênero Acacia, pertencente à família Fabaceae.